# Eléonore Denuelle
Eléonore Denuelle (13 de septiembre de 1787 - 30 de enero de 1868) fue amante del emperador Napoleón I de Francia y madre de su hijo Carlos, el conde León.

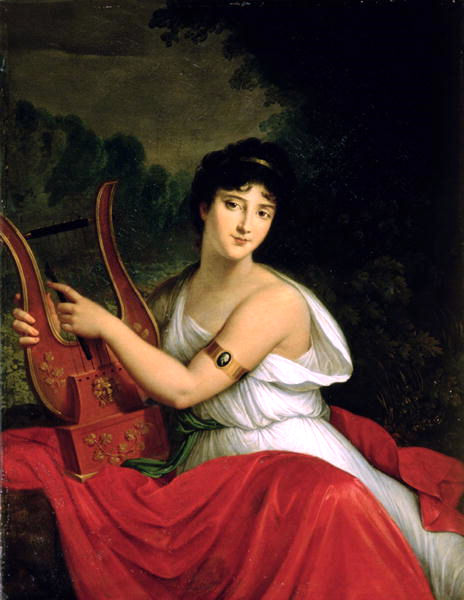
Eléonore Denuelle de La Plaigne

Nació con el nombre de Louise Catherine Eléonore Denuelle de la Plaigne, según los informes de la época, era bonita e ingeniosa, y se casó a la edad de 18 años con un excapitán del ejército, Jean-François Revel-Honoré. Su esposo fue arrestado por fraude a los tres meses de matrimonio y sentenciado a dos años de prisión. El 29 de abril de 1806, se concedió el divorcio a la pareja.
Poco después se convirtió en amante del emperador Napoleón, un arreglo establecido por su hermana Carolina Bonaparte, y en menos de un año nació su hijo ilegítimo, el conde Léon. Fue el primer hijo ilegítimo de Napoleón y la prueba de que Napoleón era capaz de engendrar un heredero, estableciendo que su esposa Joséphine de Beauharnais era infértil. Como resultado, se divorció de Joséphine y se casó con Marie Louise de Austria.
En 1808, Napoleón arregló su matrimonio con un joven teniente, Pierre-Philippe Augier de Sauzay, para poner fin al asunto real. El emperador le pagó una fuerte dote y la pareja de recién casados partió hacia España. Augier fue catalogado como desaparecido en acción el 28 de noviembre de 1812 durante la campaña rusa de Napoleón. Recién enviudada, se casó con el conde Charles-Emile-Auguste-Louis de Luxbourg en 1814. Permaneció con su tercer marido hasta su muerte 35 años después.